# 弘前 - 青森線
弘前 - 青森線（ひろさき - あおもりせん）は青森県弘前市と青森市を結ぶ弘南バスの路線であった。

## 運行経路
- 弘前バスターミナル〜（往路のみ：弘前駅前〜上土手町〜中央通り一丁目）〜代官町〜和徳北口〜撫牛子〜豊蒔入口〜百田〜藤崎表町〜藤崎青銀前〜葛野〜矢沢〜中島〜榊〜水木〜女鹿沢〜浪岡〜浪岡警察署前〜高屋敷〜徳才子〜大釈迦北口〜鶴ヶ坂駅前〜戸門〜雪印工場前〜新城駅前〜西高校前〜石江〜西滝〜古川〜平和通り中三前（復路：新町一丁目）〜新町二丁目松木屋前〜市役所前〜文化会館前〜栄町一丁目〜合浦町〜県病通り〜青森営業所

※ 運行経路・停留所名は廃止直前のもの。

## 概要
弘前〜青森間は陸路では国道7号が主要幹線としてあるものの、国鉄奥羽本線が浪岡経由で並行して運行されていることから、戦前はこの間を直通する路線バスはなく、花岡バスが弘前〜藤崎間、常盤バス（後に弘前バスが買収）が旧・常盤村周辺、黒石バス（後に浪岡バスと改称）が旧・浪岡町周辺を散在的に運行するに過ぎなかった。1941年3月までに弘南鉄道が近隣のバス事業者を買収し、同年4月に弘南鉄道から分離した自動車部と弘前バスとの統合によって誕生した弘南バスが弘前〜浪岡間の運行を開始した。
新路線として「弘前〜青森線」が運行されたのは1948年からである。しかし、わずか1日2往復という脆弱な運行体制から利用客も少なく、翌年には既設重要路線の増強方針に伴う不採算路線の整理対象に該当し、運休に追い込まれた。1950年に4往復に増強して運行を再開、1952年には運行間隔を1時間おきとする大増発を行い、新車18台（内12台はロマンスカー）の投入や弘前〜青森間を片道100円とする特定運賃の採用等の積極策が功を奏し、不採算路線から一挙にドル箱路線へと成長した。また、利用者の増加に伴う増発にあたり、速達便となる「急行 弘前〜青森線」や「準急 弘前〜青森線」が設定された。
弘前〜青森間の所要時間は、国鉄奥羽本線が機関車牽引の客車普通列車で約50〜70分かかるのに対し、バスは弘前〜青森（新町）間で約90分かかっていた。その後の幾度かの運賃値上げによって、競合する国鉄との差が開いたこともあって、通しの利用客は徐々に離れていった。そこで、通しの利用客を取り込むため、「特急 弘前〜青森線」を東北自動車道・黒石IC経由で約60分の所要時間で運行を開始した。当初は1日2往復の運行であったが、利用状況が好調に推移したため、のちに4往復に増強した。しかし、JR奥羽本線が普通列車の電車化により、所要時間を大幅に短縮したことから利用客が激減した。バス運行ではこれ以上の所要時間の短縮は困難なことから、乗り換えなしで市街地に乗り入れる利便性に重点を置いた浪岡IC経由の「快速 弘前〜青森線」とすることで巻き返しを図った。
1990年代に入ると利用客の減少も進み、速達便の廃止や減便で対応してきたが、浪岡を境に利用客がほとんど入れ替わっている状況から、1999年に「弘前〜青森線」を廃止した。廃止にあたって、弘前〜浪岡間では区間便の「弘前〜浪岡線」を増発し、浪岡駅発着からマックスバリュ浪岡店（現・ザビック浪岡）発着に変更した。浪岡北口〜戸門（支村）間は既存の「黒石〜青森線」で対応としたため、廃止分がそのまま減便となった。青森市内では「新町経由 戸門線」を新設するなど、利用客の見込める区間には代替路線を設定した。
その後、路線復活の要望が多数寄せられたことから、2000年に「弘前〜青森線」を1日6往復の運行を再開するが、利用状況が廃止前と変わらず振るわなかったため、2002年に再度廃止となった。
「弘前〜青森線」の廃止にあたり、「弘前〜浪岡線」と「黒石〜青森線」で乗継通算運賃制度が設けられ、浪岡・青森南警察署前・浪岡北口のいずれかの停留所で乗継いだ場合、従来の運賃で乗車できるように利用客に配慮した。しかし、「黒石〜青森線」が青森市営バス「浪岡線」の運行に伴う減便によって利用者は更に激減したため、2010年3月をもってこの制度は廃止となった。
2022年8月、同月9日に降った大雨の影響で、JR奥羽本線が一部区間で終日運休となった事から、臨時便の形だが、復活運行した（詳細は後述）。

## 沿革
- 1925年 - 花岡バス（弘藤乗合自動車）が「弘前〜藤崎線」の運行開始。
- 1941年3月4日 - 花岡バスの買収に伴い、弘南鉄道自動車部へ「弘前〜藤崎線」の運行を移管。
- 1941年4月17日 - 弘南鉄道自動車部と弘前バス（弘前乗合自動車）との統合により、弘前〜浪岡間の運行となる。
- 1948年 - 「弘前〜青森線」（弘前駅前〜浦町間）の運行開始。
- 1949年 - 利用状況の不振により、「弘前〜青森線」の運行休止。
- 1950年 - 「弘前〜青森線」の運行再開。運行本数を休止前の2往復から4往復に増発。
- 1952年 - 運行間隔を1時間おきに増強。
- 1958年10月10日 - 青森バスセンターの開設に伴い、青森側の起終点を浦町から青森バスセンターへ変更。
- 1968年 - 青森側の起終点を青森バスセンターから八重田（当時の青森営業所）へ変更。
- 19xx年 - 「急行・準急 弘前〜青森線」の運行開始。
  - 1970年代前半まで、準急と普通は、弘前市内を下土手町（復路は中央通り）経由で運行していた。
    - 往路：弘南バス本社〜弘前駅前〜泉町入口〜上土手町〜土手町十文字〜中土手町〜下土手町・相互銀行前〜上元寺町〜時敏小学校前〜東長町〜百石町入口〜横町入口〜和徳十文字〜和徳北口〜（この間は上記運行経路に同じ）〜栄町一丁目〜合浦二丁目〜造道〜八重田
    - 復路：（往路の逆経路）〜東長町〜時敏小学校前〜百石町十文字〜中央通り二丁目〜中央通り一丁目〜弘南バス本社前〜弘前駅前

  - 急行は弘前市内を下代官町経由で、藤崎町内を舟場角経由で運行していた。
    - 弘南ビルバスターミナル〜（往路のみ：弘前駅前〜）下代官町〜和徳北口〜豊蒔入口〜百田〜舟場角〜矢沢〜（この間は上記運行経路に同じ）〜青森営業所
- 1978年 - 青森営業所の移転に伴う路線延長について青森市営バスとの協議がまとまらず、合浦二丁目〜八重田間の運行停止。
- 1980年8月23日 - 青森側起終点を合浦二丁目から青森営業所へ変更。
- 198x年 - 東北自動車道経由の高速バス「特急 弘前〜青森線」の運行開始。
  - 弘前バスターミナル〜弘前駅前（往路のみ停車）〜バイパス日沼〜バイパス田舎館〜黒石〜（黒石IC）〜牡丹平〜羽黒平〜（青森IC）〜観光物産館
- 198x年〜「夜行バス 弘前〜青森線」（2往復）の運行開始。
  - 弘前バスターミナル〜弘前駅前（往路のみ停車）〜代官町〜和徳北口〜撫牛子〜豊蒔入口〜百田〜藤崎表町〜藤崎青銀前〜葛野〜矢沢〜中島〜榊〜水木〜女鹿沢〜浪岡〜高屋敷〜徳才子〜大釈迦北口〜鶴ヶ坂駅前〜戸門〜新城駅前〜西高校前〜石江〜西滝〜古川〜青森駅前（JRバス8番のりば）
- 1989年11月1日 - ジャスコ藤崎店の開店に伴い、一部の便をジャスコシティ藤崎経由に経路変更する。
  - 弘前バスターミナル〜（この間は上記運行経路に同じ）〜藤崎青銀前〜藤崎駅通り〜西葛野〜ジャスコシティ藤崎[1]〜藤崎中学校前〜矢沢〜中島〜（この間は上記運行経路に同じ）〜青森営業所
- 199x年 - 「夜行バス 弘前〜青森線」の2往復中1往復を藤崎経由から黒石経由に経路変更。
  - 黒石経由：弘前バスターミナル〜弘前駅前（往路のみ停車）〜代官町〜和徳東口〜高崎二丁目〜境関〜日沼〜畑中〜田舎館〜追子の木〜一番町通り（復路：市役所前〜浜町）〜黒石駅前〜黒石病院前〜黒石営業所前〜小屋敷〜飛内〜浪岡高校前〜浪岡〜高屋敷〜徳才子〜大釈迦北口〜鶴ヶ坂駅前〜戸門〜新城駅前〜西高校前〜石江〜西滝〜古川〜青森駅前
- 199x年〜「急行 弘前〜青森線」を廃止。
- 199x年〜「特急 弘前〜青森線」を廃止し、「快速 弘前〜青森線」の運行開始。
  - 弘前営業所〜実業高校前〜弘前大学前〜弘前バスターミナル〜弘前駅前〜藤崎青銀前〜中島〜浪岡〜（浪岡IC）〜（東北自動車道経由）〜（青森IC）〜青森大野〜柳町通り〜県庁前〜新町二丁目松木屋前〜市役所前〜合浦町〜県病通り〜青森営業所
- 199x年〜「準急 弘前〜青森線」を廃止（末期は青森営業所→聖愛高校前間の朝1本のみ）。
- 1999年3月〜「弘前〜青森線」（快速・夜行・普通）を全廃（末期の快速は弘前営業所発1本のみ）。
- 2000年3月〜路線復活の要望が多いことから、「弘前〜青森線」（6往復）の運行再開。[2]
- 2002年8月10日 - 利用状況が好転しないため、「弘前〜青森線」を再度廃止。
- 2022年8月13日 - 8月9日の大雨で、JR奥羽本線が「浪岡～新青森」間で不通となった事から、同日から8月16日まで、『臨時』の特急弘前～青森線を運行した[3]。なお、停車バス停は、弘前バスターミナル - 弘前駅前（青森行は乗車のみ、青森発は降車のみのクローズドドアシステムを採る） - 浪岡駅前 - 新青森駅南口 - 青森駅前。